# Вилкино
Ви́лкино (рос. Вилкино) — село у складі Юргамиського району Курганської області, Росія. Адміністративний центр Вилкинської сільської ради.
Населення — 442 особи (2010, 548 у 2002).